# 司馬江漢

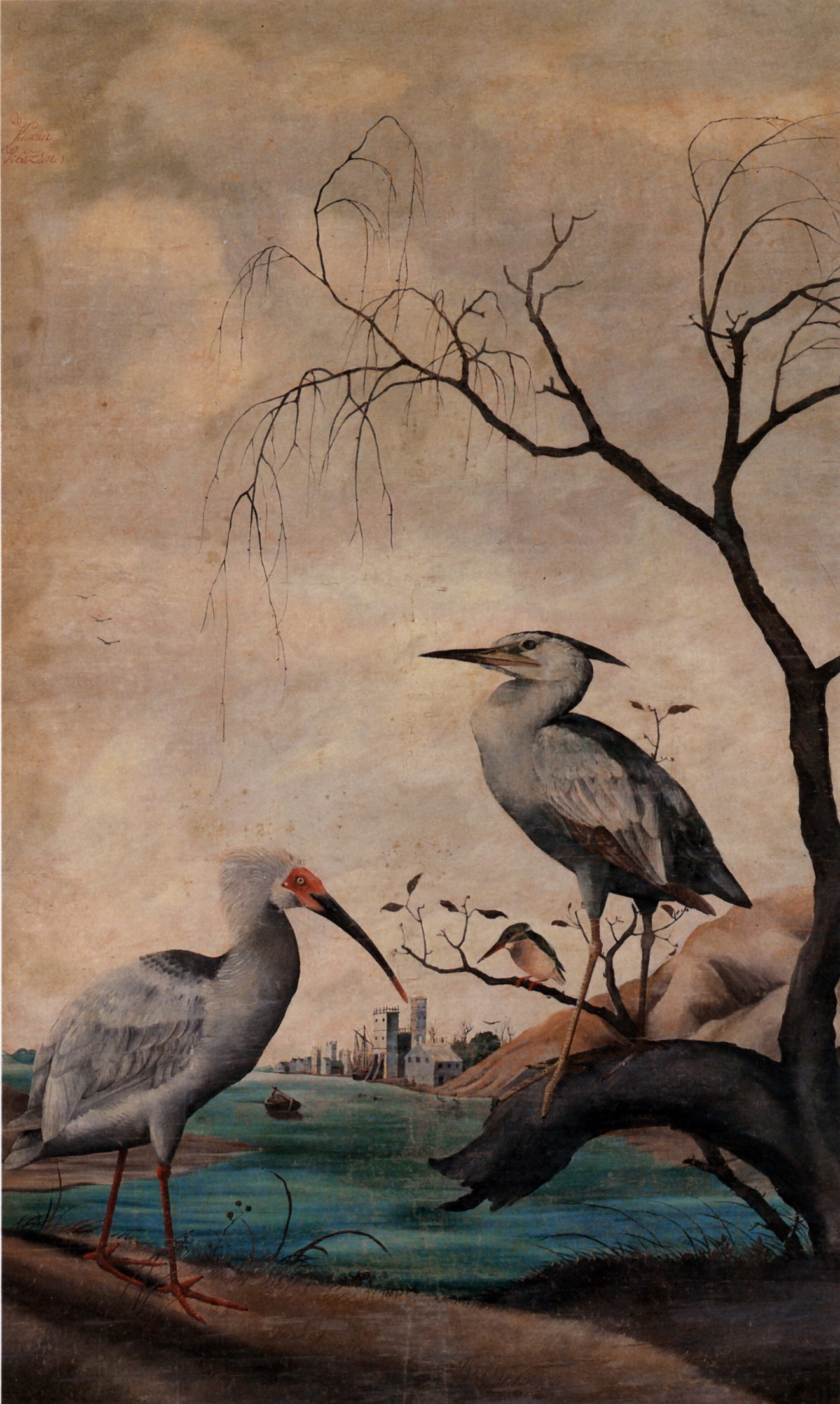
寒柳水禽図 （パワーズコレクション旧蔵） 絹本油彩 寛政初期

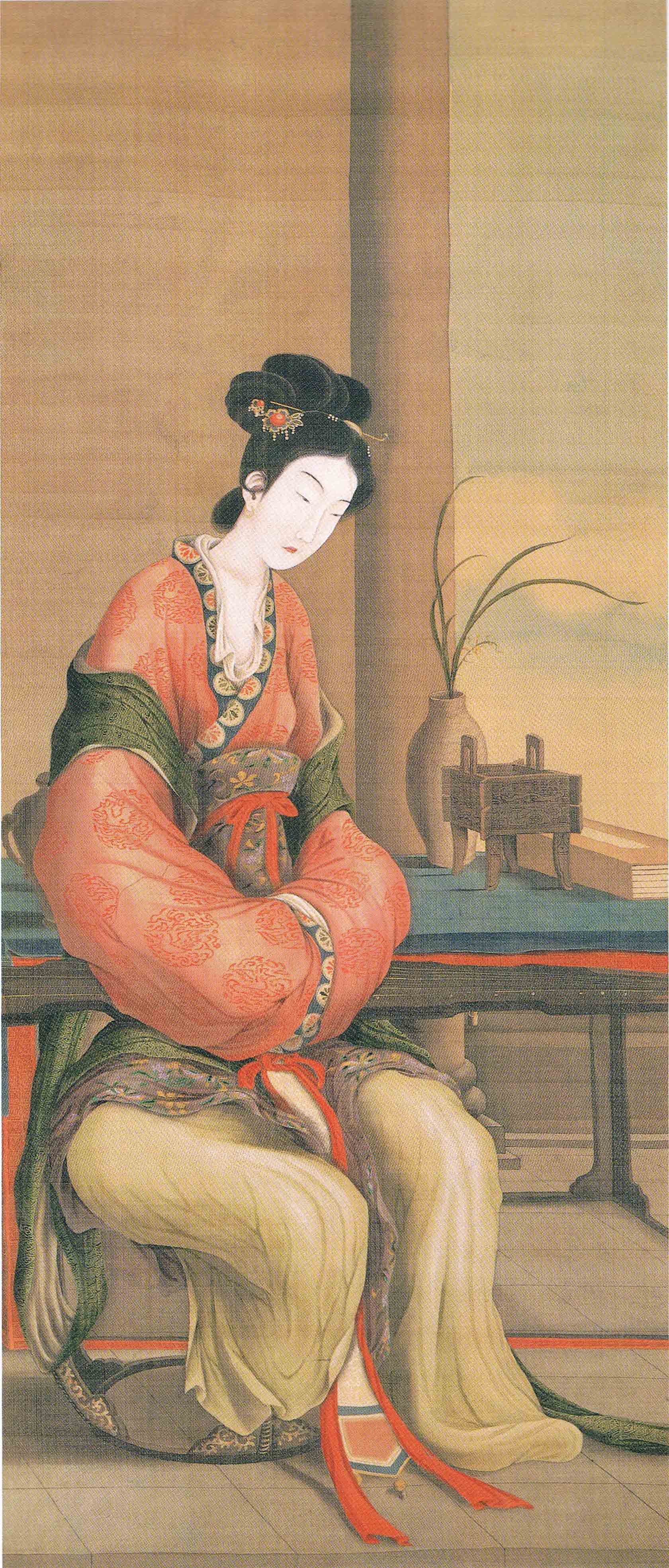
卓文君像 絹本着色

司馬 江漢（しば こうかん、延享4年〈1747年〉- 文政元年10月21日〈1818年11月19日〉）は、江戸時代の絵師、蘭学者。青年時代は浮世絵師の鈴木春信門下で鈴木 春重（すずき はるしげ）を名乗り、中国（清）より伝わった南蘋派の写生画法や西洋絵画も学んで作品として発表し、日本で初めて腐蝕銅版画を制作した。さらに版画を生かした刊行物で、世界地図や地動説など西洋の自然科学を紹介した。本名は安藤吉次郎、安藤峻。俗称は勝三郎、後に孫太夫。字は君嶽、君岡、司馬氏を称した。また、春波楼（しゅんぱろう）、桃言、無言道人、西洋道人と号す。

## 略歴
司馬江漢は延享4年（1747年）、江戸の町家に生まれた。江漢が長く住んだのは、芝新銭座（現在の東京都港区東新橋2丁目）である。「司馬」の姓は、芝新銭座に因むものである。生まれつき自負心が強く、好奇心旺盛な彼は絵を好み、一芸を持って身を立て、後世に名を残そうと考えていた。宝暦11年（1761年）15歳の時父の死を切っ掛けに、表絵師の駿河台狩野派の狩野美信（洞春）に学ぶ。しかし次第に狩野派の画法に飽きたらなくなり、19歳の頃に紫石と交流のあった鈴木春信にも学んで浮世絵師となり、錦絵の版下を描いた。明和半ばの25歳頃、おそらく平賀源内の紹介で西洋画法にも通じた宋紫石の門に入り、源内著・紫石画『物類品隲』のヨーロッパ的リアリズムにいたく感嘆する。ここで南蘋派の画法を吸収し漢画家となった（当時、写実的な漢画の表現は流行の先端を行くものだった）。ただし、初めに狩野派を学んだのは確かだが、師事した順番は諸説あってはっきりしない。後に洋風画を描くに至った。源内と接点があり、彼を通じて前野良沢や小田野直武に師事したとも言われている。33歳までに、直武に洋風画を学ぶ。源内からは西洋の自然科学の知識を得、27歳の頃は源内の鉱山探索に加わった。30歳の頃、源内のエレキテル（摩擦起電機）を知った。33歳の頃、良沢の門に入り、大槻玄沢らの蘭学者に接し、37歳の時玄沢の協力により蘭語文献を読み、銅版画の製作に成功した。翌年（天明3年（1783年））自作の銅板画6点とそれを覗く反射式覗眼鏡（のぞきめがね）を売り出した。
天明8年（1788年）春、42歳の時、江戸に参府していたオランダ商館の外科医ストゥッツエルの所持していた『ジャイヨ世界図』（フランス、1720年刊）を模写する。同年4月23日、長崎への旅に出る。藤沢より西を知らなかった江漢は、東海道から仰ぐ富士山の姿に心を打たれ、後年、数多くの富士を描いている。旅の途中で見た風景を写生する、それは「見たままを正確に写し取る」という精神に彩られていた。長崎で一ヶ月余滞在し、オランダ通詞の吉雄耕牛や本木良永らと交流する。また、ストゥッツエルの紹介でロンベルク商館長を訪問し、オランダ船に乗船する機会を得た。平戸藩では蘭癖大名として知られた松浦静山に会い、所蔵の洋書類を見せられ、静山が自らたてた茶でもてなされ、平戸の街で評判になった。さらに、生月島で捕鯨を関することが出来た。江漢は、漁師と鯨との闘いから解体までを観察し、江戸へ帰った後に繰り返し画題としている（土浦市立博物館蔵『捕鯨図』など）。翌年に江戸へ帰るまでの見聞は『西遊旅譚』『江漢西遊日記』にまとめ、後者ははるか後年の文化12年（1815年）に書き上げた。
長崎では初めて多量の輸入油絵を目にする。江漢にとって次の克服すべきは油絵の制作であった。江漢はカンバスに絹の布を使い、絵の具は当時、傘の防水に使用していた荏胡麻油に顔料を混ぜ合わせて作った。これは元々、漆工芸品の彩色法として発達した手法であるが、江漢はそれを油絵に転用した。
蘭学に通じていた江漢は、世界地図を描いた『輿地全図』を寛政4年（1792年）に、それを改訂した『地球図』を翌年に刊行。寛政8年（1796年）以降にまとめた版画集『ORRERY図』では太陽の周りを水星、金星、地球、火星、木星、土星が公転する図を載せ、地動説など西洋の天文学や地理学の紹介に貢献した。
享年72。墓所は東京都豊島区西巣鴨の染井霊園、慈眼寺墓域。法名は桃言院快栄寿延居士。
歌川広重の名作「東海道五十三次」のオリジナルを描いたという説がある（元伊豆高原美術館長・對中如雲が提唱。外部リンクに否定・肯定の両説あり）。

## 業績

### 浮世絵
明和末年頃、「二世 鈴木春信」の名前で錦絵を出していた。そして初期には鈴木春重名で、明和7年（1770年）に没した鈴木春信の贋作絵師として安永初年頃まで活動していた。春信に師事して、版下絵を描いていたとも言われる。安永初年から末年にかけて次第に独り立ちし、蕭亭あるいは蘭亭の名で、肉筆画を残している。自著『春波楼筆記』によると、春信の死後、春信の落款で春信の偽絵を描いていたが、後に春重と署名するようになったと記されている。春信の落款時代には、背景に極端な遠近法を使用し、浮絵の画法を取り入れていたが、春重落款の作品ではより春信風になっている。

### 洋画
日本における洋風画の開拓者としては、秋田蘭画の小田野直武とともに重要な画家。直武の作品が、遠近法、明暗法などの西洋画法をとりいれつつ、画材は伝統的な絵具と墨とを使用していたのに対し、江漢は荏胡麻の油を使用した油彩画を描いたことで特筆される。江漢は、西洋画法と油彩の技法を駆使して富士などの日本的な風景を描き、それを各地の社寺に奉納することによって、洋風画の普及に貢献した。現存の代表作の『相州鎌倉七里浜図』」は元々、江戸の芝・愛宕山に奉納したもの。社寺の壁などに掲げられる絵馬は傷みやすいものだが、この図は早い時期に社殿から取り外して保存されていたため、保存状態がよい。蝋油を使った蝋画の工夫などもしている。
日本最初の銅版画（エッチング）家でもあり、天明3年（1783年）の『三囲景図（みめぐりけいず）』にて、その制作に成功した。

### 蘭学・随筆

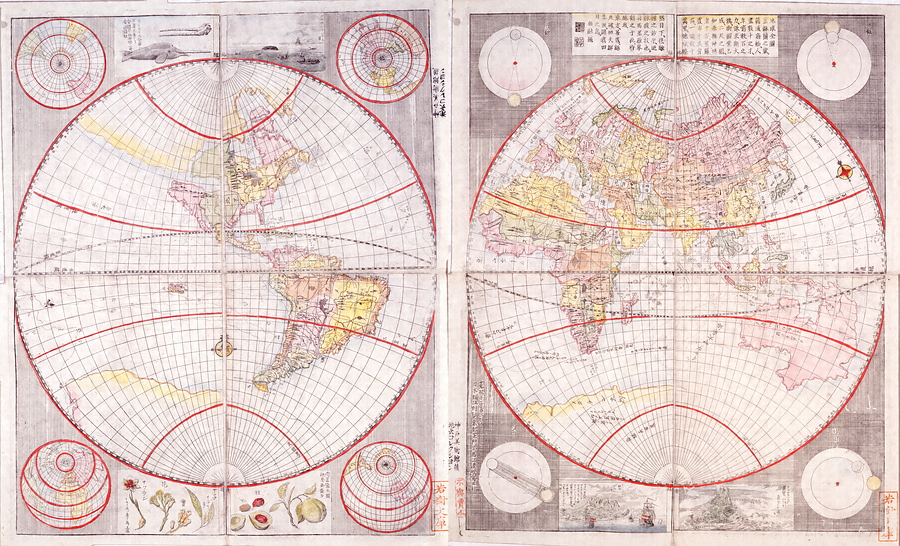
1792年に司馬江漢が発行した『地球全図』

天文・地理学、動植物など西洋博物学、自然科学に興味を持ち、日本に紹介した。『和蘭天説』や『刻白爾（コッペル）天文図解』などといった啓蒙書も残した。

### 人付き合い
晩年人付き合いが煩わしくなり、文化10年（1813年）、自分の死亡通知を知人達に送り逼塞していた。どうしても外出せねばならなくなり、案の定知人と遭遇するや返事もせず逃走するもごまかしきれず、「死人は声を出さぬ」と答えた（『石亭画談』）。また、文化5年（1808年）以降は9歳加算した年を記し、世を欺いた。これは「九」という数字は、周易においては陽の極地を表し、『荘子』寓言編に「九年にして大妙なり」という言葉があることから、江漢は「九」に大悟の心境を込めて加算したと考えられる。
江漢は交友が広かった半面、自らを誇る言動が多く、他の蘭学者から町人出身の出自と絡めて「銅（あかがね）屋の手代こうまんうそ八」と批判されることもあった。上記の晩年は、こうした人間関係も影響していたとみられる。

## 代表作

### 錦絵
- 『雪こかし』中判 春信落款
- 『楼上縁先美人』中判 春信落款
- 『縁先美人』中判
- 『蚊遣り』中判

### 肉筆浮世絵
| 作品名                 | 技法     | 形状・員数 | 寸法（縦x横cm） | 所有者                         | 年代               | 落款                                          | 備考               |
| ---------------------- | -------- | ---------- | --------------- | ------------------------------ | ------------------ | --------------------------------------------- | ------------------ |
| 美人納涼図             | 絹本著色 | 1幅        | 86.0x32.4       | 神戸市立博物館                 |                    | 款記「蕭亭藤原春重寫」/「春信」白文方印       |                    |
| 夏月図                 | 絹本著色 | 1幅        | 93.5x32.6       | フリーア美術館                 | 明和末・安永初年頃 | 款記「蕭亭春重画」/「春信」白文方印           |                    |
| 冬月図                 | 絹本著色 | 1幅        | 88.1x35.0       | ボストン美術館                 |                    | 款記「蕭亭春重画」/「春信」白文方印           |                    |
| 縁先美人図             | 紙本著色 | 1幅        | 88.1x35.0       | パワーズコレクション           |                    | 款記「蕭亭春重画」/「春信」白文方印           |                    |
| シャボン玉を吹く美人図 | 絹本著色 | 1幅        | 94.7x35.6       | パワーズコレクション           |                    | 款記「蕭亭春重画」/「春信」白文方印           |                    |
| やつし荘子胡蝶の夢     | 絹本著色 | 1幅        | 42.3x60.6       | 個人                           |                    | 款記「蕭亭春重」                              |                    |
| 引手茶屋前花魁道中     | 絹本著色 | 1幅        | 91.0x37.3       | 浮世絵太田記念美術館           |                    | 款記「蕭亭春重画」/「春信」白文方印           | 禿二人は遊女の後ろ |
| 引手茶屋前花魁道中     | 絹本著色 | 1幅        | 99.0x38.2       | 浮世絵太田記念美術館           |                    | 款記「蕭亭春重画」/「春信」白文方印           | 禿二人は遊女の前後 |
| 縁先美人図             | 紙本著色 | 1幅        | 82.8x24.1       | 大和文華館                     |                    | 款記「蕭亭藤原春重寫」/「春信」白文方印       |                    |
| 縁先美人図             | 紙本著色 | 1幅        | 84.7x27.4       | サンフランシスコ・アジア美術館 | 明和8年(1771年）頃 | 款記「鈴木春重寫」/「春信」白文方印           |                    |
| 月下柴門美人図         | 絹本著色 | 1幅        | 84.7x27.4       | MOA美術館                      | 天明初期           |                                               |                    |
| 月下柴門美人図         | 絹本著色 | 1幅        | 86.533.0        | 摘水軒記念文化振興財団         |                    | 無款記/「司馬峻印」白文方印・「君岳」朱文方印 |                    |
| 月下柴門美人図         | 絹本著色 | 1幅        | 80.7×25.6       | 板橋区立美術館                 |                    |                                               |                    |

### 洋風画
| 作品名                               | 技法     | 形状・員数  | 寸法（縦x横cm） | 所有者                   | 年代                 | 落款 | 備考 |
| ------------------------------------ | -------- | ----------- | --------------- | ------------------------ | -------------------- | --- | --- |
| 矢部富士図                           |          |             |                 | 個人                     | 1788年（天明8年）    | | 賛「昔雪舟遊于支那而所畫富嶽景、何乎望無知者、余登於駿陽矢部補陀洛山上始観之」。文から久能寺（現在の鉄舟寺）観音堂から実見した風景に基づく事がわかるが、画面構成は伝雪舟筆の『富士三保清見寺図』に倣っている。 |
| 寒柳水禽図                           | 絹本油彩 | 1幅         |                 | パワーズコレクション旧蔵 | 1790年頃（寛政初期） | | |
| 異国風景人物図                       | 絹本油彩 | 双幅        | 各114.9×55.6    | 神戸市立博物館           |                      | 女図に款記「江漢司馬峻寫」と「Sibasun.」朱字サイン 男図に款記「江漢司馬峻寫」と蘭語「Eerste Zonders in Japan Ko : 」（「日本における最初のユニークな人物」の意） | |
| 異国工場図                           | 絹本著色 | 1幅         | 64.0×128.6      | 神戸市立博物館           |                      | | |
| 相州鎌倉七里浜図                     | 紙本油彩 | 二曲一隻    | 95.7×178.4      | 神戸市立博物館           | 寛政8年（1796年）    | 款記「西洋畫士 東都 江漢司馬峻 描寫 S:a.Kookan Ao:18. / 寛政丙辰夏六月二十四日」                                                                                 | 重要文化財。大田南畝・中井董堂賛 |
| 駿河湾富士遠望図                     | 絹本油彩 |             | 36.2×100.9      | 静岡県立美術館           | 寛政8年（1796年）    | | |
| 江之島児淵眺望・金沢能見堂眺望図衝立 | 絹本著色 | 衝立表裏2面 | 各109.3x78.8    | 仙台市博物館             | 寛政年間             | 款記：前者に「江之嶋児渕眺望」後者に「金澤能見堂眺望」、それぞれに「江漢司馬峻寫」落款、「Si Kookan」朱字サイン                                                  | |
| 富岳遠望之図                         |          | 1面         | 40.0x87.9       | 京都国立博物館           | 寛政年間末頃か       | 款記「東都江漢司馬峻描寫」、「Si：Kookan」朱字サイン | |
| 駿州薩陀山富士遠望図                 | 絹本油彩 | 額装        | 78.5×146.5      | 静岡県立美術館           | 文化元年（1804年）   | | |
| 江之島富士遠望図                     | 絹本淡彩 | 1幅         | 31.3x83.5       | 鎌倉国宝館               | 文化4年（1807年）    | 款記「六十一翁江漢司馬峻寫」/「司馬」白文方印・「峻」朱文方印 | |
| 和田義卿像                           | 絹本著色 | 1幅         | 93.8x31.9       | 個人                     | 文化9年（1812年）賛  | 款記「江漢司馬峻寫」/「司馬」白文方印・「峻」白文方印 | 自賛。和田義卿は備中中津の医者。 |
| 馬入川の富士図                       | 絹本油彩 | 額装1面     | 27.0x56.0       | 摘水軒記念文化振興財団   |                      | 款記「江漢司馬峻」、「Si：Kookan」朱字サイン | |

### 銅版画

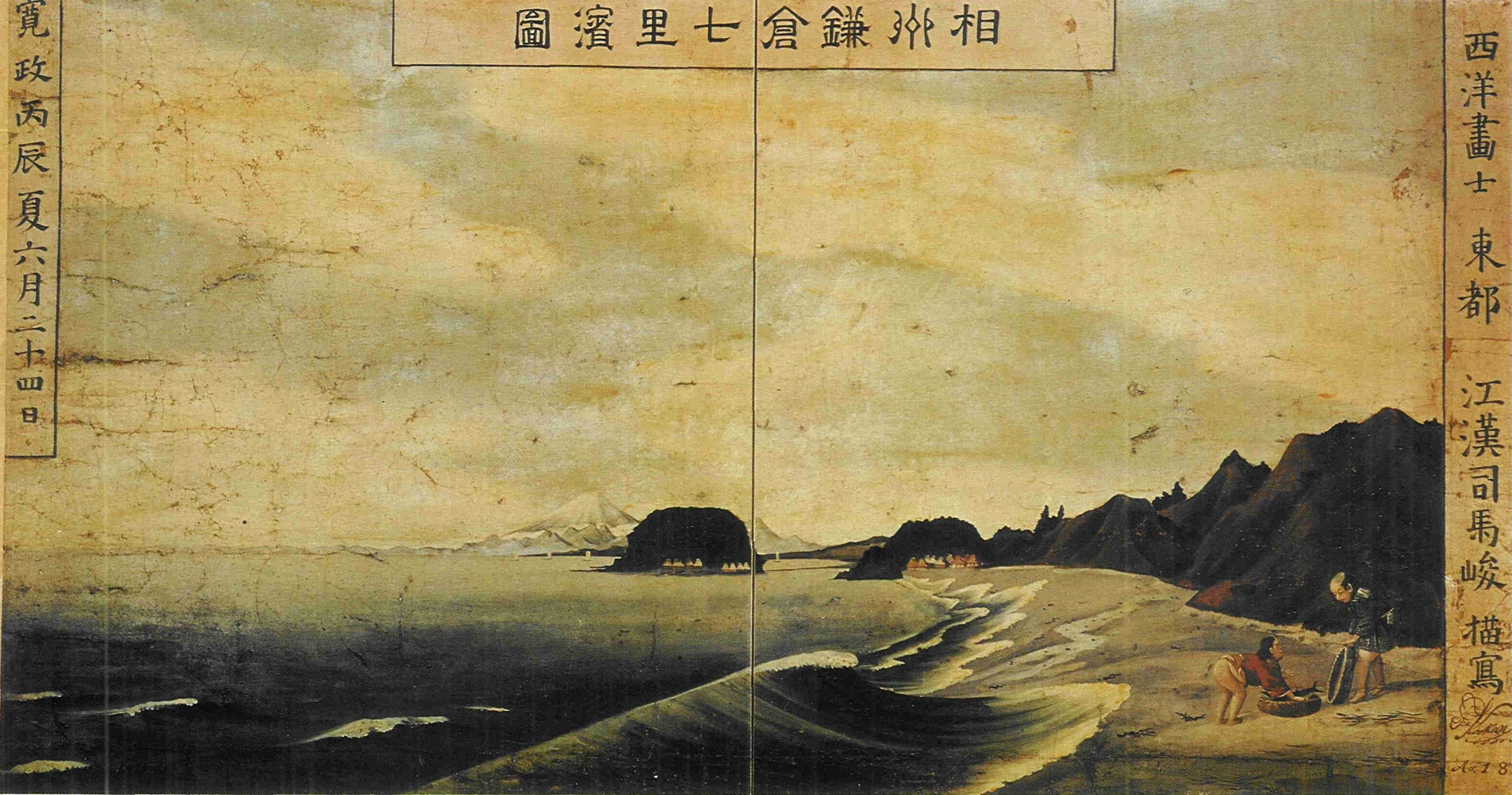
『相州鎌倉七里浜図』

- 『三囲景図』（神戸市立博物館所蔵）
- 『三囲之景』（神戸市立博物館所蔵）
- 『獅子のいる風景』（神戸市立博物館所蔵）･･･江漢が日本で初めての銅版画を発表する以前にその技法を探るため、試験的に制作したものといわれている。レンブラントが完成した腐食銅版画の技法を大槻玄沢の協力により翻訳し、手探りでその技法を完成した。因みにこの絵に描かれている獅子は平賀源内が私財を投げ打ってまで求めたといわれている『ヨンストン動物図譜』から模写したもの、といわれている。[9]
- 『広尾親父茶屋図』（神戸市立博物館所蔵）

## 著作・研究

### 著作
- 『司馬江漢全集』八坂書房全4巻、1992－1994年、1巻 ISBN 4-89694-716-9、2巻 ISBN 4-89694-717-7、3巻 ISBN 4-89694-719-3、4巻 ISBN 4-89694-718-5
- 『江戸・長崎絵紀行 西遊旅譚』国書刊行会、1992年 ISBN 4-336-03416-8
- 『江漢西遊日記』芳賀徹・太田理恵子校注 平凡社東洋文庫、1986年 ISBN 4-582-80461-6
- 『訓蒙画解集  無言道人筆記』菅野陽校注　平凡社東洋文庫、1977年

### 研究
- 展覧会図録『司馬江漢百科事展』 町田市立国際版画美術館1996年8月10日-9月23日、神戸市立博物館1996年11月2日-12月23日
- 成瀬不二雄編『司馬江漢 生涯と画業』2冊組 八坂書房、1995年、作品編ISBN 4-89694-663-4、本文編ISBN 4-89694-662-6
- 中山茂・朝倉治彦ほか編『司馬江漢の研究』 八坂書房、1994年 ISBN 4-89694-648-0
- 細野正信編『日本の美術232 江漢と田善』 至文堂、1985年 ISBN 4-7843-3232-4
- 中野好夫『司馬江漢考』新潮社、1986年 ISBN 4-10-361601-6

### 事典類・概略書
- 吉田漱『浮世絵の基礎知識』雄山閣、1987年
- 吉田漱『浮世絵の見方事典』北辰堂、1987年

## 司馬江漢を描いた作品
- みなもと太郎『「風雲児たち』リイド社、漫画
- 坊っちゃん劇場ミュージカル第8作『奇想天外☆歌舞音曲劇(みゅ～じかる)げんない』作・作詞・演出/横内謙介、作曲/深沢桂子、振付/ラッキィ池田・彩木エリ
  - 物語の準主役級的立ち位置、平賀源内の書生「吉次郎」として登場。源内が「司馬江漢」の名前を与えるシーンも登場する。大沢健・丸川敬之の2名が演じた。